# Causa Monárquica
A Causa Monárquica foi a designação dada, a partir de 1911, à organização política de apoio ao deposto rei constitucional D. Manuel II de Portugal da Casa de Bragança, com estatutos escritos pelo próprio ex-soberano português, e que tinha por objectivo congregar os monárquicos portugueses e coordenar a sua reacção à implantação da República Portuguesa, ocorrida a 5 de outubro de 1910.
A organização funcionou originalmente na dependência do lugar-tenente do rei em Portugal, que nomeava os seus dirigentes nacionais. Apesar de vicissitudes várias, a organização manteve-se activa e relativamente coesa até finais de 1974, dando lugar a partir de 1976 a uma organização independente da chefia da Casa Real Portuguesa, composta pelas denominadas Reais Associações e pela Causa Real, ambas apoiantes apenas dos descendentes do ramo familiar Miguelista, banidos pela Constituição Monárquica de 1838 e proscritos pela República Portuguesa.
A organização teve continuidade ainda com as reivindicações e publicações de D. Maria Pia de Saxe-Coburgo e Bragança, a alegada filha bastarda do rei D. Carlos I de Portugal e, por isso, meia-irmã de D. Manuel II, não sendo conhecida atividade após a morte da mesma.

## Resultados eleitorais

### Eleições legislativas
| Data | Votos                 | %                     | Deputados             | +/-                   | Senadores             | +/-                   | Status                |
| ---- | --------------------- | --------------------- | --------------------- | --------------------- | --------------------- | --------------------- | --------------------- |
| 1915 | Impedida de concorrer | Impedida de concorrer | Impedida de concorrer | Impedida de concorrer | Impedida de concorrer | Impedida de concorrer | Impedida de concorrer |
| 1918 | N/D                   | N/D                   | 37 / 155              |                       | 10 / 73               |                       | Oposição              |
| 1919 | Impedida de concorrer | Impedida de concorrer | Impedida de concorrer | Impedida de concorrer | Impedida de concorrer | Impedida de concorrer | Impedida de concorrer |
| 1921 | N/D                   | N/D                   | 4 / 163               |                       | 0 / 71                |                       | Oposição              |
| 1922 | N/D                   | 24%                   | 10 / 163              | 6                     | 3 / 74                | 3                     | Oposição              |
| 1925 | N/D                   | N/D                   | 8 / 163               | 2                     | 6 / 73                | 3                     | Oposição              |